# El Carrascal (Red Natura 2000)
El LIC (Lugar de Interés Comunitario) de El Carrascal es un espacio natural protegido situado en gran parte del término municipal de Quintanilla de Onésimo y Santibáñez de Valcorba. También ocupa término de Quintanilla de Arriba, Sardón de Duero y Cogeces del Monte en la provincia de Valladolid, comunidad autónoma de Castilla y León, España.

## Declaración
Fue propuesto en febrero de 2004 y confirmado mediante el decreto 57/2015, de 10 de septiembre.

### Justificación
Su vegetación dominante es la masa mixta de pino piñonero con encina y sabina albar, aunque las formaciones más singulares son los quejigares situados en las laderas más frescas y las notables masas de pino piñonero en regosoles, junto con las formaciones gipsícolas de matorral.

### Descripción

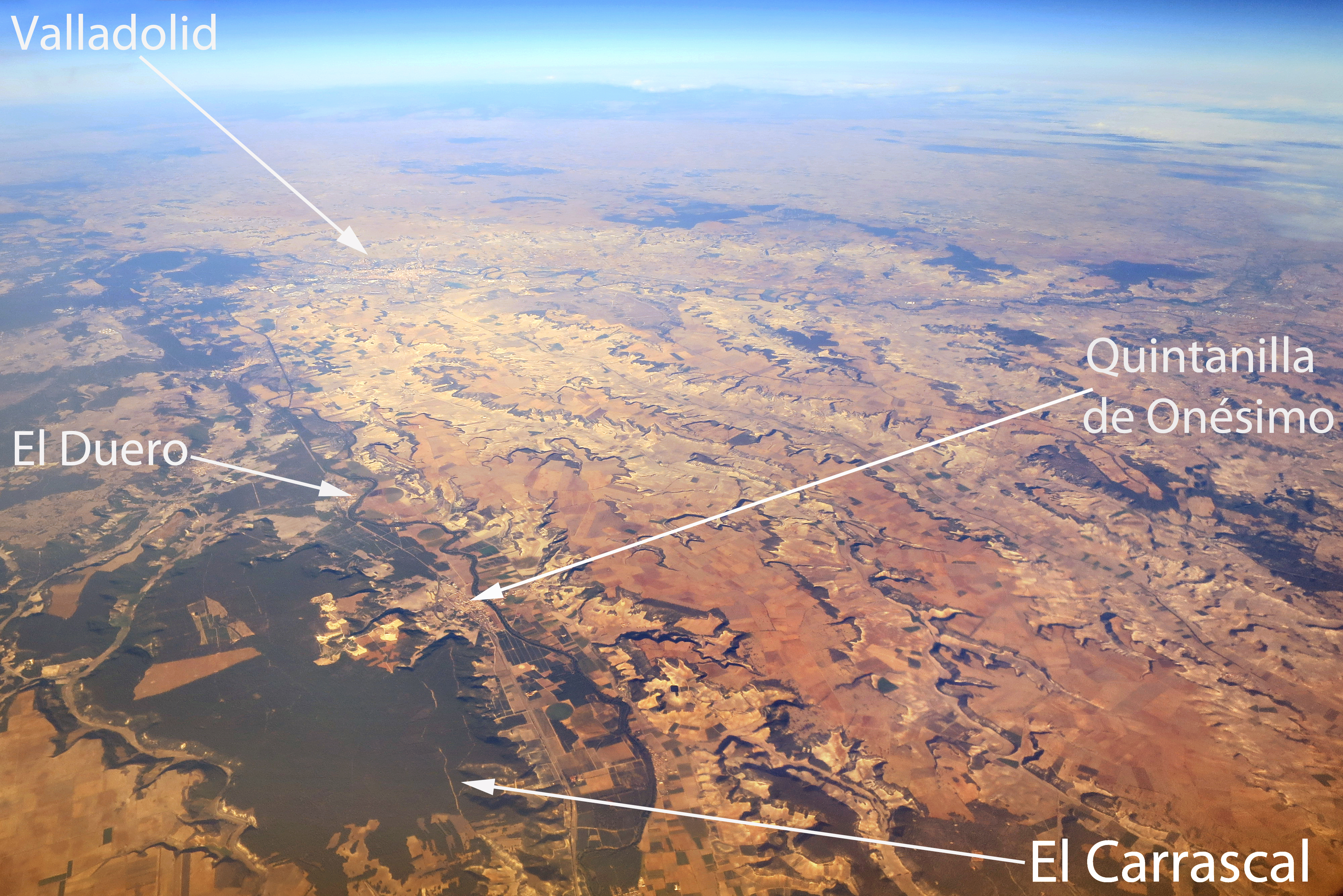
Vista aérea.

El LIC de El Carrascal tiene un área de 54.1 km², y sus coordenadas geográficas de localización son 41,556477, −4,395929. 
Su código de identificación es ES4180130.

## Fauna
Aves

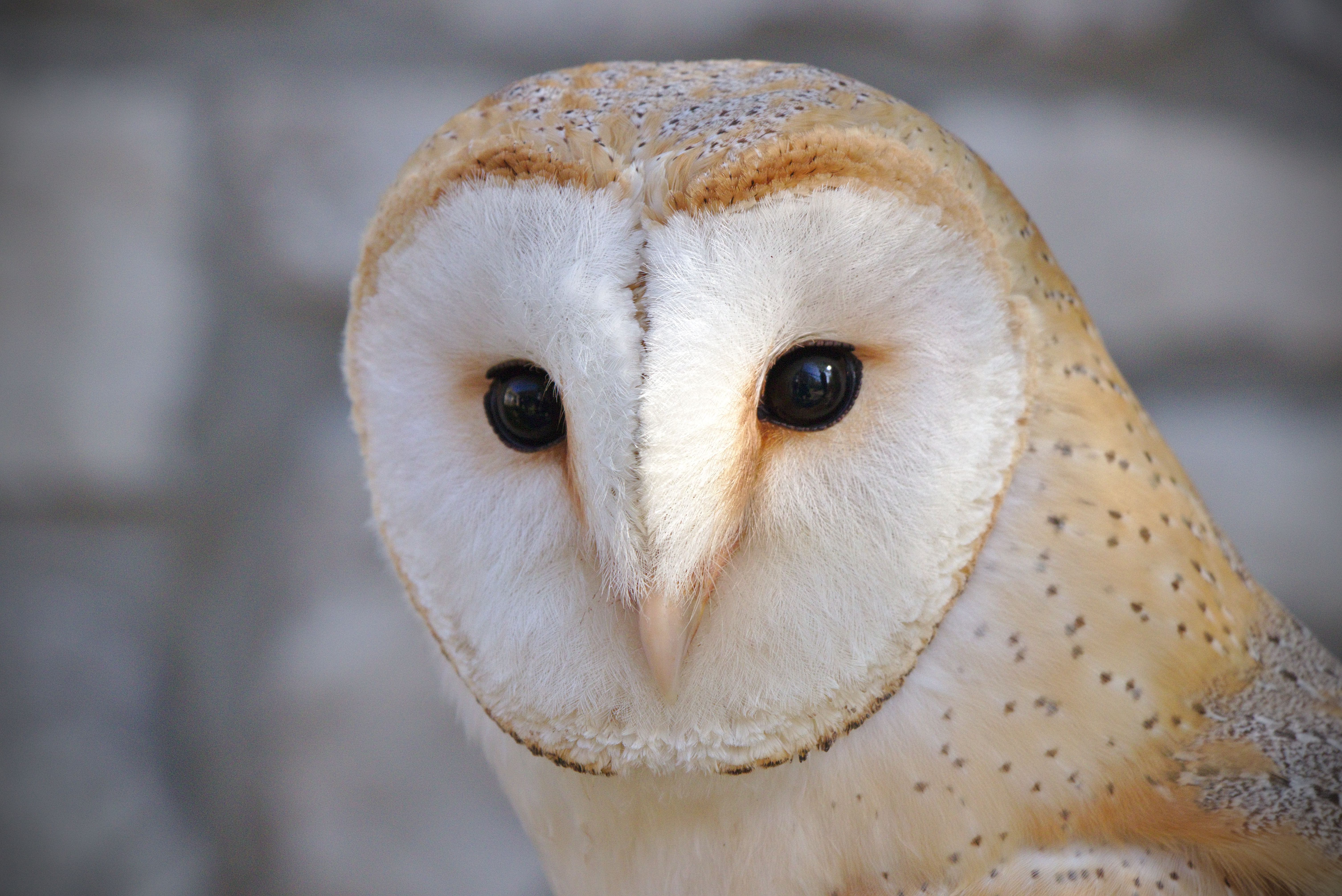
Lechuza (Tyto alba).

Alcaudón real (alcaudón norteño, o picapuercos), abejaruco europeo, abubilla, agateador común, águila o aguililla calzada, alcaudón común, alondra común, alondra totovía, ánade real (azulón), andarríos chico, autillo europeo, avutarda común, azor común, bisbita campestre, búho chico, buitrón, busardo ratonero (ratonero común), calandria común, carbonero común, carbonero garrapinos, carricero común, cernícalo vulgar, chochín, chotacabras gris, chotacabras pardo, cigüeña blanca, codorniz común, cogujada común, cogujada montesina, colirrojo tizón, collalba gris, collalba rubia, corneja negra, críalo europeo, cuco común, cuervo, curruca capirotada, curruca carrasqueña, curruca mirlona, curruca rabilarga, escribano hortelano, escribano montesino, escribano soteño o escribano de garganta, estornino negro, gallineta común (polla de agua), pollona negra, garza real, gavilán común, golondrina común, gorrión chillón, gorrión común, gorrión molinero, herrerillo capuchino, jilguero, lavandera blanca (aguanieves), lavandera cascadeña, lechuza común, milano negro, mirlo común, mito, mochuelo común, mosquitero ibérico, mosquitero papialbo, oropéndola europea u oriol, paloma doméstica, paloma torcaz, paloma zurita, pardillo común, perdiz roja, petirrojo europeo, pico picapinos, picogordo, pinzón vulgar, pito real, rabilargo o mohíno, reyezuelo listado, ruiseñor bastardo, ruiseñor común, tarabilla común, torcecuello, tórtola europea, tórtola turca, trepador azul, triguero, urraca, vencejo común, verdecillo, verderón europeo o verderón común, zarcejo pálido, zarcero común, zorzal charlo.
Mamíferos

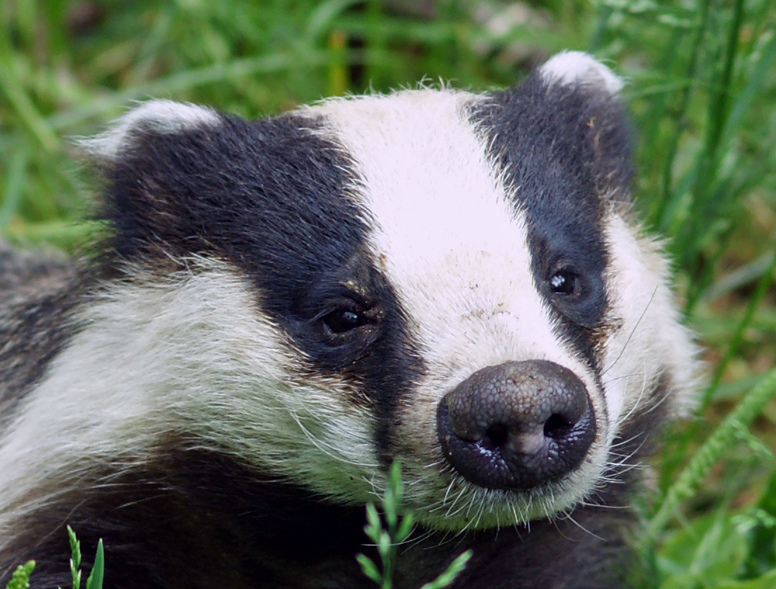
Tejón o tasugo (Meles meles).

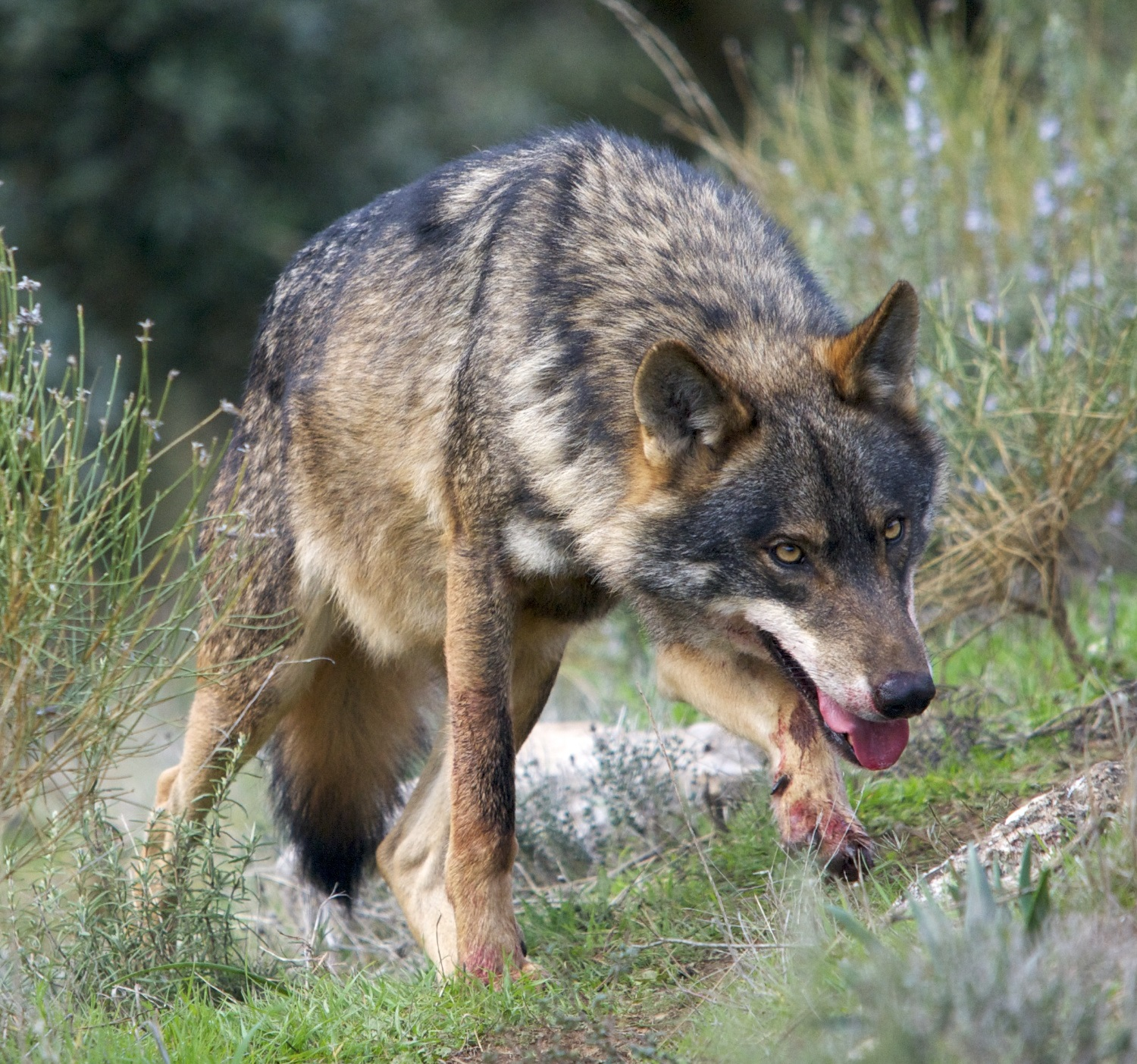
Lobo ibérico (Canis lupus signatus).

Ardilla común, armiño, comadreja común, conejo común, corzo, desmán de los Pirineos, erizo común, jabalí, jineta, liebre ibérica, lirón careto, lobo, murciélago común, murciélago de borde claro, murciélago de Cabrera, murciélago hortelano, murciélago orejudo gris, murciélago pequeño de herradura, murciélago ratonero grande, murciélago ratonero gris, murciélago ribereño, musaraña gris, nutria europea, murciélago de nathusius, rata común, rata de agua, ratón casero, ratón de campo, ratón moruno, tejón común, topillo campesino, topillo lusitano, topillo mediterráneo, turón (hurón), visón americano, zorro.
Anfibios
Rana común, ranita de san Antonio, sapo corredor, sapo partero común, tritón jaspeado.
Reptiles
Culebra viperina, Culebra bastarda.
Invertebrados
Ciervo volante.

## Flora
Alamedas (0.33 % del total)
Apiales (0.03 % del total)
Berceales (2.15 % del total)
Bolinares (4.96 % del total)
Carrizales (1.12 % del total)
Céspedes crasifolios (0 % del total)

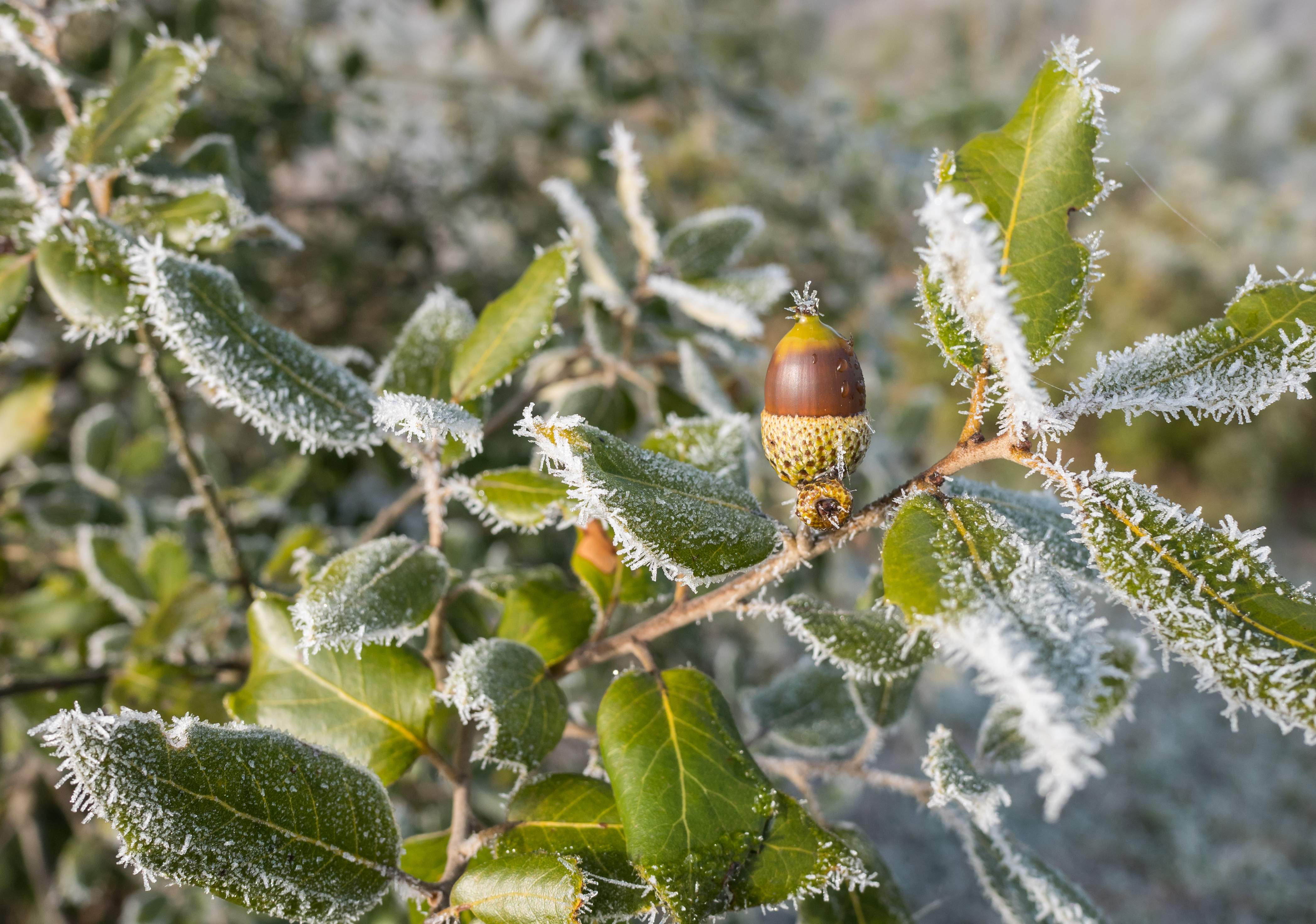
Bellotas.

Céspedes primocolonizadores (3.36 % del total)
Codesales (1.39 % del total)
Encinares (12.54 % del total)
Esparganiales (0.01 % del total)
Fenalares (6.77 % del total)
Jarales (6.39 % del total)
Juncales churreros  (1.42 % del total)
Lastonares (14.19 % del total)
Orlas (0.72 % del total)
Pastizales anuales (3.73 % del total)
Salviares (40.25 % del total)
Tomillares gipsícolas (0.64 % del total)

## Vulnerabilidad
Incendios forestales. La posible roturación para explotaciones de caliza de las canteras existentes dentro y en el borde norte del LIC. La inadecuada gestión cinegética de fincas privadas. También los depósitos de residuos industriales y escombros.

## Puntos geodésicos en el LIC de El Carrascal
Pico Llanillo, Montecillo, Pico Miranda, Las Tres Matas. 